# Eleições estaduais no Espírito Santo em 1970
As eleições estaduais no Espírito Santo em 1970 ocorreram em duas etapas conforme previa o Ato Institucional Número Três e assim a eleição indireta do governador Artur Gerhardt e do vice-governador Henrique Pretti foi em 3 de outubro e a escolha dos senadores Eurico Resende e João Calmon, além de  sete deputados federais e vinte e um estaduais aconteceu em 15 de novembro a partir de um receituário aplicado aos 22 estados e aos territórios federais do Amapá, Rondônia e Roraima. Em todo o país a ARENA obteve a maior parte dos cargos em disputa e no Espírito Santo o partido governista foi também o mais votado.
Escolhido governador do Espírito Santo pelo presidente Emílio Garrastazu Médici, o engenheiro civil Artur Gerhardt nasceu em Vitória, é formado pela Universidade Federal do Rio de Janeiro e lecionou na Universidade Federal do Espírito Santo. No governo Raul Giuberti trabalhou no Departamento de Estradas de Rodagem e foi auxiliar dos governos Francisco Aguiar e Rubens Rangel como secretário de Planejamento e secretário de Viação e Obras. Foi presidente do Banco de Desenvolvimento Econômico do Espírito Santo (BANDES) e da Associação Brasileira de Bancos de Desenvolvimento, é filho de Otávio Santos, outrora deputado estadual e prefeito de Domingos Martins, mas não exerceu nenhum mandato político até ser indicado ao Palácio Anchieta e teve no senador Carlos Lindenberg uma peça importante na aceitação de seu nome pela ARENA.
Também foi vitorioso o comerciante Henrique Pretti. Natural de Santa Teresa, graduou-se contador em 1944 na Academia de Comércio de Vitória, foi diretor da Caixa Econômica Federal e presidiu o Vitória Futebol Clube, onde atuara como goleiro. Elegeu-se deputado estadual via PSD em 1954 e pela ARENA em 1966 antes de ser escolhido vice-governador em 1970.
Advogado nascido em Ubá e formado pela Universidade Federal do Espírito Santo, Eurico Resende foi preso quando estudante por sua oposição ao Estado Novo e com o esfacelamento da Era Vargas ingressou na UDN e foi consagrado presidente do diretório estadual da legenda. Diretor jurídico da Itabira Agro-Industrial em Cachoeiro de Itapemirim  e assessor jurídico da Federação das Indústrias do Estado do Espírito Santo, foi eleito deputado estadual em 1950, 1954 e 1958 sendo derrotado neste último ano por Carlos Lindenberg ao disputar o governo capixaba. Logo a seguir foi eleito presidente da Assembleia Legislativa do Espírito Santo e em 1962 conseguiu seu primeiro mandato de senador reelegendo-se em 1970.
Nascido em Colatina, o também advogado João Calmon é formado pela Universidade Federal do Rio de Janeiro. Jornalista e empresário, trabalhou nos Diários Associados sob o comando de Assis Chateaubriand, que o encarregou de expandir o conglomerado pelo Norte e Nordeste do Brasil e com o passar do tempo ascendeu à cadeira de vice-presidente do mesmo em 1958, bem como assumiu a presidência da Associação Brasileira de Emissoras de Rádio e Televisão quatro anos mais tarde. Filiado ao PSD e à ARENA, foi eleito deputado federal em 1962 e 1966 e conquistou um mandato de senador em 1970.

## Resultado da eleição para governador
A eleição do governador e respectivo vice-governador coube à Assembleia Legislativa do Espírito Santo sob controle da ARENA sendo que os onze parlamentares do MDB se ausentaram.
| Candidatos a governador do estado | Candidatos a vice-governador | Número | Coligação             | Votação | Percentual |
| --------------------------------- | ---------------------------- | ------ | --------------------- | ------- | ---------- |
| Artur Gerhardt ARENA              | Henrique Pretti ARENA        | -      | ARENA (sem coligação) | 30      | 100%       |

## Resultado da eleição para senador
Conforme dados divulgados pelo Tribunal Superior Eleitoral foram apurados 582.880 votos nominais, 109.839 votos em branco (15,59%) e 11.759 votos nulos (1,67%) totalizando o comparecimento de 704.478 eleitores.
| Candidatos a senador da República | Candidatos a suplente de senador | Número | Coligação             | Votação | Percentual |
| --------------------------------- | -------------------------------- | ------ | --------------------- | ------- | ---------- |
| Eurico Resende ARENA              | Pedro Ceolin ARENA               | -      | ARENA (sem coligação) | 165.093 | 28,32%     |
| João Calmon ARENA                 | Dulcino Monteiro de Castro ARENA | -      | ARENA (em sublegenda) | 157.887 | 27,09%     |
| Solon Marques MDB                 | Manoel Moreira Camargo MDB       | -      | MDB (em sublegenda)   | 150.381 | 25,80%     |
| Berredo de Menezes MDB            | Elimário Costa Imperial MDB      | -      | MDB (em sublegenda)   | 109.519 | 18,79%     |

## Deputados federais eleitos
São relacionados os candidatos eleitos com informações complementares da Câmara dos Deputados. Foram apurados 238.368 votos válidos, 88.804 votos em branco (25,21%) e 25.067 votos nulos (7,12%) resultando no comparecimento de 352.239 eleitores.

Representação eleita
  ARENA: 5
  MDB: 2

| Deputados federais eleitos | Partido | Votação | Percentual | Cidade onde nasceu    | Unidade federativa  |
| Elcio Alvares              | ARENA   | 33.067  | 10,11%     | Ubá                   | Minas Gerais        |
| José Carlos da Fonseca     | ARENA   | 27.105  | 8,28%      | São José do Calçado   | Espírito Santo      |
| Osvaldo Zanello            | ARENA   | 26.078  | 7,97%      | Ribeirão Preto        | São Paulo           |
| José Parente Frota         | ARENA   | 25.247  | 7,72%      | Sobral                | Ceará               |
| Tasso Andrade              | ARENA   | 17.914  | 5,48%      | João Pessoa           | Paraíba             |
| Argilano Dario             | MDB     | 16.247  | 4,97%      | São José do Campestre | Rio Grande do Norte |
| Adalberto Nader            | MDB     | 15.934  | 4,87%      | Vitória               | Espírito Santo      |

## Deputados estaduais eleitos
Estavam em jogo 21 cadeiras na Assembleia Legislativa do Espírito Santo.

Representação eleita
  ARENA: 14
  MDB: 7

| Deputados estaduais eleitos   | Partido | Votação | Percentual | Cidade onde nasceu      | Unidade federativa |
| Theodorico Ferraço            | ARENA   | 8.578   | 0,00%      | Cachoeiro de Itapemirim | Espírito Santo     |
| Moacir Dalla                  | ARENA   | 7.408   | 0,00%      | Colatina                | Espírito Santo     |
| Setembrino Pelissari          | ARENA   | 7.363   | 0,00%      | Ibiraçu                 | Espírito Santo     |
| João Manoel Meneghelli        | ARENA   | 6.863   | 0,00%      |                         |                    |
| Emir de Macedo Gomes          | ARENA   | 6.164   | 0,00%      |                         |                    |
| Walter de Prá                 | ARENA   | 6.126   | 0,00%      | Cachoeiro de Itapemirim | Espírito Santo     |
| Gerson Camata                 | ARENA   | 6.119   | 0,00%      | Castelo                 | Espírito Santo     |
| Alcino Santos                 | ARENA   | 6.079   | 0,00%      |                         |                    |
| Pedro Leal                    | ARENA   | 5.950   | 0,00%      |                         |                    |
| Antônio Jacques Soares        | ARENA   | 5.893   | 0,00%      |                         |                    |
| José Luiz Cláudio Corrêa      | ARENA   | 5.689   | 0,00%      |                         |                    |
| Dercilio Gomes de Albuquerque | ARENA   | 5.446   | 0,00%      |                         |                    |
| Werdeval Ferreira da Silva    | ARENA   | 5.403   | 0,00%      |                         |                    |
| Lúcio Merçon                  | ARENA   | 4.738   | 0,00%      | Muniz Freire            | Espírito Santo     |
| Honório Regiani               | MDB     | 4.592   | 0,00%      |                         |                    |
| Américo Bernardes da Silveira | MDB     | 4.477   | 0,00%      |                         |                    |
| Carlos Alberto Cunha          | MDB     | 4.420   | 0,00%      |                         |                    |
| Luiz Batista                  | MDB     | 4.048   | 0,00%      | Ibiraçu                 | Espírito Santo     |
| Hugo Borges                   | MDB     | 3.748   | 0,00%      |                         |                    |
| Oséas Nascimento              | MDB     | 3.570   | 0,00%      |                         |                    |
| Mário Moreira                 | MDB     | 3.205   | 0,00%      | Itapemirim              | Espírito Santo     |